# زنده به گور (ترانه)
«زنده به گور» (به انگلیسی: Buried Alive) نام ترانه‌ای از گروه هوی متال آمریکایی اونجد سون‌فولد از آلبوم کابوس است. این آهنگ در تاریخ ۲۰ سپتامبر ۲۰۱۱ منتشر شده است. این ترانه مقام دهم در بهترین موسیقی های راک در بیلبورد را بدست آورد همچنین مقام بیست و ششم بهترین ترانه‌های آلترناتیو در کشور ایالات متحده را بدست آورد.